# 엘리자베스 라이스
엘리자베스 라이스(Elizabeth Rice, 1985년 11월 5일 ~ )는 미국의 배우, 텔레비전 배우, 영화배우이다.
파인블러프에서 태어났다.

## 방송
- 매드맨 7
- 매드맨 6

## 영화
- 파라다이스 클럽 (2016년)
- 디 오퍼링 (2016년)
- 버트휘슬 (2014년) - 베스 역
- 투 썸머 어고 (2012년) - 줄레스 역
- 다라 주 (2012년) - 리디아 역
- 포겟팅 더 걸 (2012년)
- 프롬 위딘 (2008년) - 린지 역
- 매드 맨 1 (2007년)
- 오드 걸 아웃 (2005년)
- 고스트 앤 크라임 (2005년)
- 마이 독 스킵 (2000년)